# Vaidas Slavickas
Vaidas Slavickas (* 26. února 1986 Marijampolė, Litevská SSR, Sovětský svaz) je litevský fotbalový obránce a reprezentant, hráč klubu FK Sūduva Marijampolė. Mimo Litvu působil na klubové úrovni v Rumunsku.

## Klubová kariéra
V Litvě hrál za FK Sūduva Marijampolė a FK Ekranas.
V roce 2014 odešel do rumunského celku FC Ceahlăul Piatra Neamț.

## Reprezentační kariéra
V A-mužstvu litevské reprezentace debutoval 22. 11. 2008 na turnaji Turniir Linnapeade Karikatele proti Estonsku (remíza 1:1).